# Дослід Штерна — Герлаха

Схема досліду Штерна — Герлаха: проходячи через неоднорідне магнітне поле атоми срібла відхиляються від прямого шляху в залежності від магнітного моменту.

Дослід Штерна — Герлаха — фізичний експеримент, проведений 1922 року німецькими фізиками Отто Штерном та Вальтером Герлахом, що продемонстрував квантування магнітного моменту. В експерименті пучок атомів срібла пропускався через неоднорідне магнітне поле, що змусило його розщепитися на два, що відповідало двом можливим проєкціям спіна. Дослід мав важливе значення в становленні квантової механіки.

## Фізичні основи
Сила, що діє на частинку з магнітним моментом {\displaystyle {\vec {\mu }}} в неоднорідному магнітному полі з вектором магнітної індукції {\displaystyle \mathbf {B} } дорівнює
{\displaystyle \mathbf {F} =-\nabla ({\vec {\mu }}\cdot \mathbf {B} )}.
Якщо магнітний момент квантований, то його проєкція на напрямок магнітного поля має дискретні значення. Тому, в залежності від магнітного поля та проєкції магнітного моменту, частинки будуть розходитися, утворюючи на екрані окремі плями. При підсиленні неоднорідності магнітного поля слід від атомів срібла змінювався від суцільної смужки до дискретних плям.
Експериментатори поставили свій дослід з метою перевірки положень теорії Бора-Зомерфельда про квантування магнітного моменту. Вони сподівалися отримати суцільний слід, якщо магнітний момент атомів срібла дорівнював би нулю, або три плями, якщо орбітальне квантове число дорівнювало б 1. Однак, слід роздвоївся. Причиною такої картини, як стало зрозуміло пізніше є напівцілий спін електрона, проєкції якого на напрям магнітного поля мають значення +½ та -½.
Для опису такого квантування Паулі запропонував феноменологічно у 1927 році вектор із трьох матриць, що отримали назву матриці Паулі. Матриці Паулі задовольняють комутаційним співвідношенням, аналогічним комутаційним співвідношенням оператора орбітального моменту. Наступного року, працюючи над релятивістським квантовим рівнянням, Поль Дірак отримав матриці Паулі природним чином.

## Вшанування
На честь досліду в Німеччині засновано медаль Штерна — Герлаха — престижна нагорода для фізиків-експериментаторів.

## Виноски
1. ↑  Gerlach, W.; Stern, O. (1922). Der experimentelle Nachweis der Richtungsquantelung im Magnetfeld. Zeitschrift für Physik. 9: 349—352. Bibcode:1922ZPhy....9..349G. doi:10.1007/BF01326983.
2. ↑  Gerlach, W.; Stern, O. (1922). Das magnetische Moment des Silberatoms. Zeitschrift für Physik. 9: 353—355. Bibcode:1922ZPhy....9..353G. doi:10.1007/BF01326984.
3. ↑  Gerlach, W.; Stern, O. (1922). Der experimentelle Nachweis des magnetischen Moments des Silberatoms. Zeitschrift für Physik. 8: 110—111. Bibcode:1922ZPhy....9..349G. doi:10.1007/BF01329580.
4. ↑  Білий М.У. (1973). Атомна фізика. Київ: Вища школа.